# Alberto Hemsi
Alberto Hemsi né en 1898 Turgutlu (Cassaba) en Turquie et mort en 1975, est un compositeur, musicologue et éditeur de musique turc qui a consacré sa vie à la collecte et à la diffusion de l'héritage musical sépharade.

## Formation en Turquie et en Italie
Né dans une famille juive sépharade d'une petite ville à l'est de Smyrne (aujourd'hui Izmir), il suit des études à l'Alliance Israélite Universelle ainsi que dans une yeshivah de sa région. En 1907, il entre à la Société Musicale Israélite d'Izmir ; il y est initié l'art cantorial par Isaac Algazi, ainsi qu'à la composition.
En 1913, il obtient une bourse du Conservatoire royal de musique de Milan où, de 1914 à 1915 et de 1917 à 1919, il approfondit sa maîtrise de la composition ; il y étudie également le piano, la théorie et la musicologie.

## Turquie, Rhodes, Égypte
En 1919, il retourne à Izmir où il devient professeur de musique à l'Alliance Israélite Universelle ; il dirige un orchestre de jeunes à la Société Musicale Israélite.
Il commence alors, dès 1920, à collecter des airs de musique profane et liturgique traditionnelle sépharades. Il poursuit ce travail après son départ de Turquie pour Rhodes en 1923, à la suite du grand incendie d'Izmir.
En 1927, il s'installe en Egypte, à Alexandrie. Il y fonde une maison d'édition d'ouvrages musicaux, l'Édition Orientale de Musique qui a vocation à publier « les oeuvres orientales de compositeurs qui connaissent bien la vie, les mœurs, les langues, les sciences et les arts des peuples orientaux ». Parmi les compositeurs édités (outre Hemsi lui-même), on trouve le Bohémien Josef Hüttel (1893-1951), le Belge Gaston Knosp (1874-1942), le Hongrois Jeno von Takacs (1902-2005), qui ont tous trois séjourné en Égypte.
Il publie un livre intitulé La Musique orientale en Égypte (1930).
Il poursuit son travail de collecte entamé en 1920 , jusqu'en 1937 ; ce travail débouche sur la publication  des « Coplas Sefardies », recueil de chansons judéo-espagnoles pour voix et piano. La publication est accompagnée d'une analyse des ballades judéo-espagnoles, où A. Hemsi conclut qu'un apport turc manifeste s'est ajouté aux airs originels ; il ajoute que les mélodies andalouses des juifs ont également enrichi la musique turque.
A Alexandrie toujours, il fonde également un conservatoire pour « diffuser ses idées sur la musique du Moyen-Orient ». Il donne des cours d’harmonie et de composition au Conservatoire G. Verdi d’Alexandrie jusqu’en 1940 
Après la Shoah, « Alberto Hemsi, très affecté par l’anéantissement des communautés sépharades de Salonique, Rhodes et bien d’autres encore, met un terme à son travail de collecte et se consacre à la composition », écrit à son sujet le musicologue Hervé Roten.
A. Hemsi  donne des cours au Conservatoire de musique d’Alexandrie de 1952 à 1957.
Il est directeur musical de la synagogue Éliyahu Hanavi de 1927 à 1957.

## Paris
En 1957, A. Hemsi quitte Alexandrie, effrayé par la politique de Nasser, et s'installe à Paris, où il enseigne la liturgie musicale au Séminaire israélite de France. À partir de 1958, il est directeur musical de deux synagogues sépharades à Paris, la synagogue Berith Chalom et la synagogue  Don Isaac Abravanel. Il approfondit sa formation en  ethnomusicologie auprès de Claudie Marcel-Dubois entre 1961 et 1965. Il anime à la radio des émissions en langue espagnole sur la musique sépharade.

## Œuvre
Alberto Hemsi a collecté, entre 1923 et 1937, 230 poèmes composés dans les communautés sépharades à Izmir, à Salonique, à Rhodes, et en Egypte, ainsi que 68 mélodies. Sami Sadak rapproche l'entreprise d'A. Hemsi de celle d'autres musicologues sépharades comme Leon Algazi (1958), Moshe Attias (1956) ou Isaac Lévy (1959) qui ont effectué un travail similaire.
Par ailleurs  A. Hemsi a composé, pour 60 de ces mélodies traditionnelles, des parties pianistiques originales, «transformant ainsi en objet d'art un répertoire musical qui était associé jusque-là à la sphère familiale et aux événements de la vie quotidienne des communautés (mariages, naissances etc.)».

### Recueils de chansons
- Coplas sefardíes, 10 fascicules (1932-1973) ;
- Cancionero sefardi, anthologie publiée à titre posthume, éditée par E. Seroussi et al. (1995)
- Maḥzor sefardi, un recueil de 200 mélodies liturgiques.

### Compositions musicales
A. Hemsi a 54 opus à son actif : des pièces pour chants et piano (Kol nidre, Yom guila, Visions bibliques, etc.), pour chœur (Six chœurs en ladino, Quatre pièces hébraïques, etc.), pour un ou deux pianos (Trois danses égyptiennes, Trois danses bibliques, etc.), pour violon, alto ou violoncelle et piano (plusieurs Suites séfarades), pour des ensembles et orchestre symphonique (Danses bibliques, Tableau symphonique, etc.).

### Textes sur la musique
- La Musique orientale en Egypte, Alexandrie, Edition orientale de musique, 1930 (44 p.) lire en ligne
- « La Musique traditionnelle chez les juifs sefardim d’Orient », Hamenora, Organe du Bene Berith du District d’Orient,1924, Constantinople, p. 61-63[10].

## Distinction
En 1975, il est élu correspondant de l’Académie Royale des Beaux-Arts de San Fernando de Madrid en reconnaissance de son travail effectué sur les musiques séfarades.